# Mp3-speler

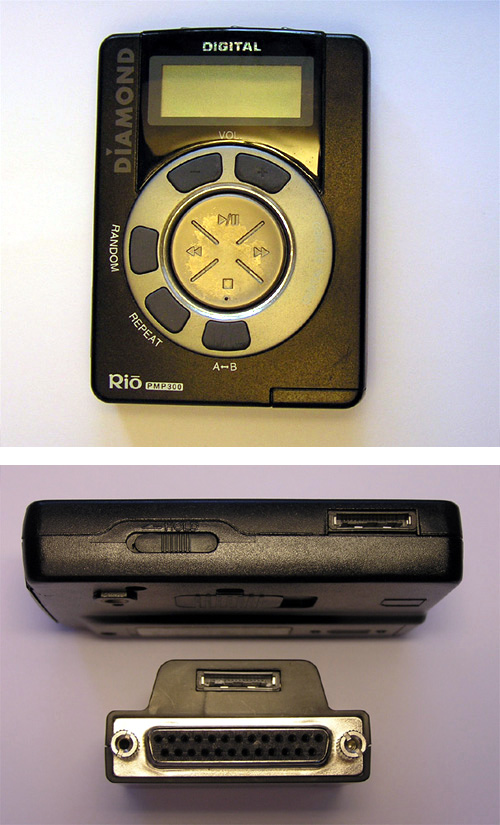
De Diamond Rio PMP300-mp3-speler, de eerste commercieel succesvolle mp3-speler uit 1998 met 32 MB geheugen. De onderste afbeelding toont de bovenkant van de mp3-speler (inclusief de gepatenteerde connector) en de meegeleverde parallelle poortadapter.

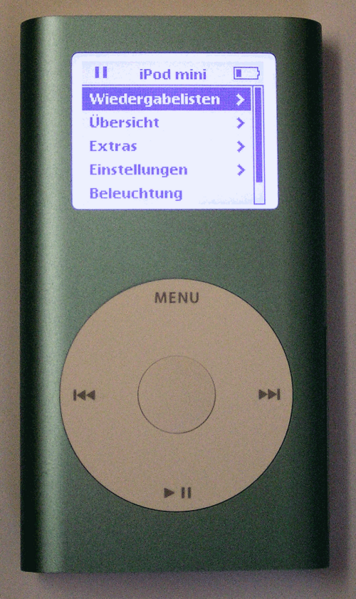
Een iPod mini van de 2e generatie uit 2005 met 4 of 6 GB geheugen.

Een mp3-speler is een elektronisch apparaat dat digitale audiobestanden kan afspelen. De term 'mp3-speler' is een verkeerde benaming, omdat de meeste mp3-spelers meer audio-codecs kunnen afspelen dan het MP3-formaat. Omdat het MP3-formaat veel wordt gebruikt, kunnen mp3-spelers wel steeds MP3-bestanden afspelen.
Veel mp3-spelers zijn draagbaar en ontwikkeld als een draagbare mediaspeler, een soort walkman voor het afspelen van muziek opgeslagen in mp3-bestanden, maar de mp3-afspeelfunctie kan ook zijn geïntegreerd in een dvd-speler, autoradio of in een mobiele telefoon.

## Geschiedenis

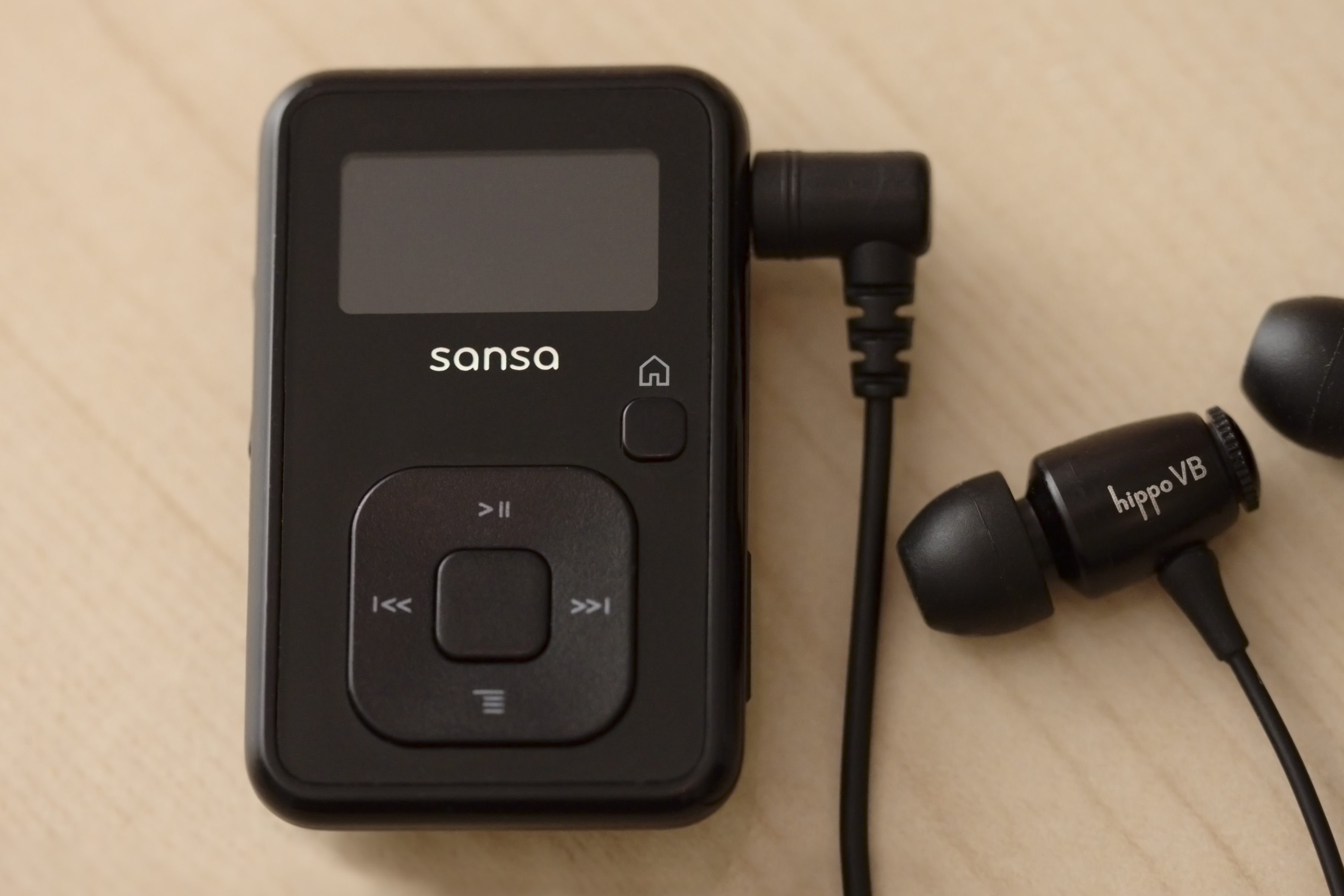
Een Sansa Clip+-mp3-speler van SanDisk uit 2009 met in-ear monitors, 2, 4 of 8 GB geheugen en een microSDHC-slot voor extra geheugen tot 32 GB.

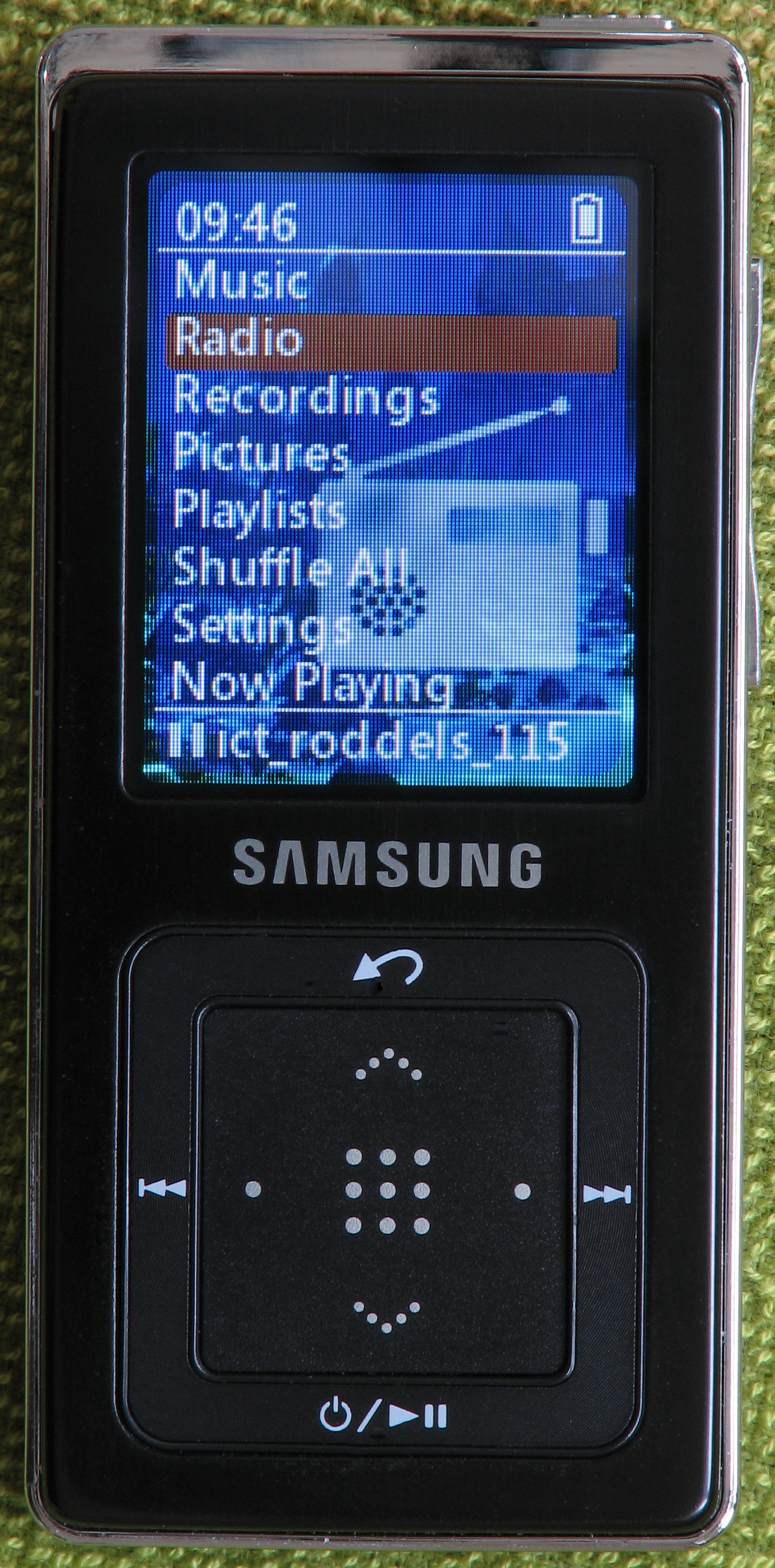
Een Samsung YP-Z5F met 2 GB flashgeheugen

MP3 is de verkorte naam van MPEG-1 Layer III (of MPEG Audio Layer III) en is een audio subset van de MPEG-industriestandaard die werd vastgelegd door het ISO (Industry Standards Organization). MP3 werd een officiële standaard in 1992 als subset van MPEG-1. Muziek opgeslagen in MP3-formaat (kortweg mp3's) vergt veel minder opslagruimte dan op een cd.
Na het eerste commerciële succes van de Diamond Rio PMP300-mp3-speler in 1998, kwam vanaf 1999 een ruime keuze aan draagbare mp3-spelers op de markt. In 1999 had een mp3-speler doorgaans 32 MB beschikbaar voor de opslag van een half uur muziek. De mp3-spelers gebruikten vaak losse batterijen. Vanaf 2003 daalden mp3-spelers sterk in prijs. Ook nam de opslagcapaciteit van de mp3-spelers sterk toe en werden veel mp3-spelers van een slot voor een microSD-kaart voorzien zodat het geheugen van de mp3-speler uitgebreid of de microSD-kaart verwisseld kon worden. Verder werden de toestellen veel kleiner, zodat ze makkelijker draagbaar zijn.
Sinds 2004 kunnen sommige mobiele telefoons ook MP3-bestanden afspelen. Er is steeds minder onderscheid tussen mp3-spelers, USB-sticks, fototoestellen, mobiele telefoons (smartphones), digitale agenda's etc.
Vanaf 2006 gebruiken de meeste mp3-spelers een interne accu, vaak een lithium-ion-accu. Deze worden via de USB-bus opgeladen.
Vanaf 2008 worden er minder mp3-spelers verkocht, omdat het afspelen van muziek steeds meer met de mobiele telefoon wordt gedaan.

## Bestandsformaten
Hoewel "mp3-speler" de meest gangbare benaming is, kunnen de meeste apparaten ook bestanden met andere codecs afspelen, zoals WMA, en soms ook Ogg en AAC. Sommige van deze formaten gebruiken DRM om auteursrechten te beschermen. DRM wordt vaak gebruikt bij betaalsites voor muziek. Steeds meer apparaten ondersteunen het open OGG-formaat. Andere open formaten zijn FLAC en Speex.
Ook kunnen steeds meer apparaten beeldopnamen afspelen. Dit zijn de zogenaamde PMP-apparaten.

## Opslag

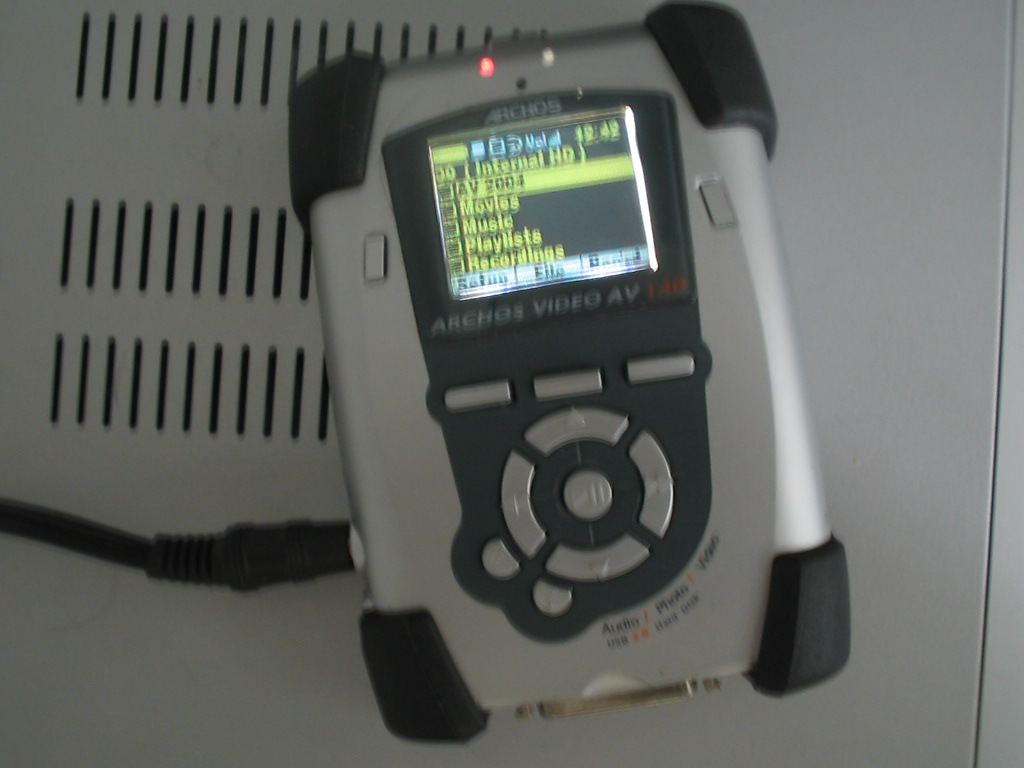
Archos multimedia

De opslag is vanaf 2007 vrijwel altijd op flashgeheugen. Oudere mp3-spelers hadden tussen 1999 en 2009 soms andere manieren voor de opslag.
Oude manier om het geluid digitaal op te slaan:
- Cd-rom
- Harde schijf
  - Een PCMCIA harde schijf, in oorsprong bedoeld voor computers (zoals gebruikt in de iPod).
  - Een Bernoulli-schijf.

## Uitbreidingen
- De meeste mp3-spelers hebben een USB-aansluiting, om bestanden uit te kunnen wisselen met een computer, en kunnen ook gebruikt worden om allerlei digitale gegevens (bestanden) op te slaan. Zie ook: USB-stick.
- Een opnamemogelijkheid met een line-in, microfooningang of ingebouwde microfoon kan toegevoegd zijn. Mp3-spelers met een microfooningang worden soms gebruikt als memorecorder, bijvoorbeeld om opnamen te maken voor podcasting. Sommige spelers kunnen alleen opnemen in het WAV-formaat, terwijl andere het geluid meteen als een MP3-bestand wegschrijven. Dat laatste wordt aangeduid met de Engelse term: direct MP3 encoding.
- Een radio. Dat is altijd een FM-radio. Voor de middengolf is een spoel nodig die rond een ferrietstaaf is gewikkeld (of een heel lange antenne) en dat is te groot voor zo'n klein apparaat. Ook zou de (digitale) elektronica goed afgeschermd moeten worden, omdat de stoorsignalen anders door de middengolf-antenne opgepikt worden.
- Het afspelen van videobestanden, zoals de Archos. Dit worden PMP-apparaten genoemd.
- Interne geluidsboxen, waardoor bepaalde mp3-spelers (zoals Philips' ShoqBox of de K5 van Samsung) grote overeenkomsten vertonen met 'reguliere' draagbare audiospelers.

## Populariteit
Mp3-spelers zijn  in korte tijd enorm populair geworden. Zo maakte marktleider Apple in 2008 bekend dat er inmiddels honderd miljoen iPods over de toonbank zijn gegaan, waarmee de iPod tevens de snelst verkopende muziekspeler aller tijden is. Sinds de opkomst van de smartphone is de populariteit van de spelers fors afgenomen.

## Gehoorschade
Mp3-spelers kunnen vaak een geluidsniveau boven 100 dB(A) halen. Veel jongeren zijn zich er niet van bewust dat mp3-spelers hierdoor gehoorschade kunnen veroorzaken als zij te lang met een te hoog volume worden beluisterd. Inmiddels heeft ruim een half miljoen jongeren tussen de 16 en 30 jaar (15 % van het totaal aantal jongeren in die leeftijd in Nederland) te kampen met blijvende gehoorschade. Per jaar komen daar zo'n 20.000 jongeren bij. Ze hebben dan een piepend geluid in de oren, ook wel tinnitus genoemd.

## Trivia
De moord op Joe Van Holsbeeck wordt ook wel de mp3-moord genoemd.